# Conopophagidae
Los conopofágidos (Conopophagidae) son una familia de aves paseriformes del parvorden Furnariida, que agrupa a onceespecies en dos géneros, que habitan en el sotobosque de  bosques húmedos y selvas de la América tropical (Neotrópico), principalmente en América del Sur (apenas una especie también en América Central). Son conocidos por los nombres populares de jejeneros (las del género Conopophaga)  y tororoíes (las del género Pittasoma), entre otros.

## Etimología
El nombre de la familia deriva del nombre genérico femenino «Conopophaga», que se compone de las palabras del griego «κωνωψ kōnōps, κωνωπος kōnōpos»: jején, y «φαγος phagos»: comer; significando «que come jejenes».

## Características

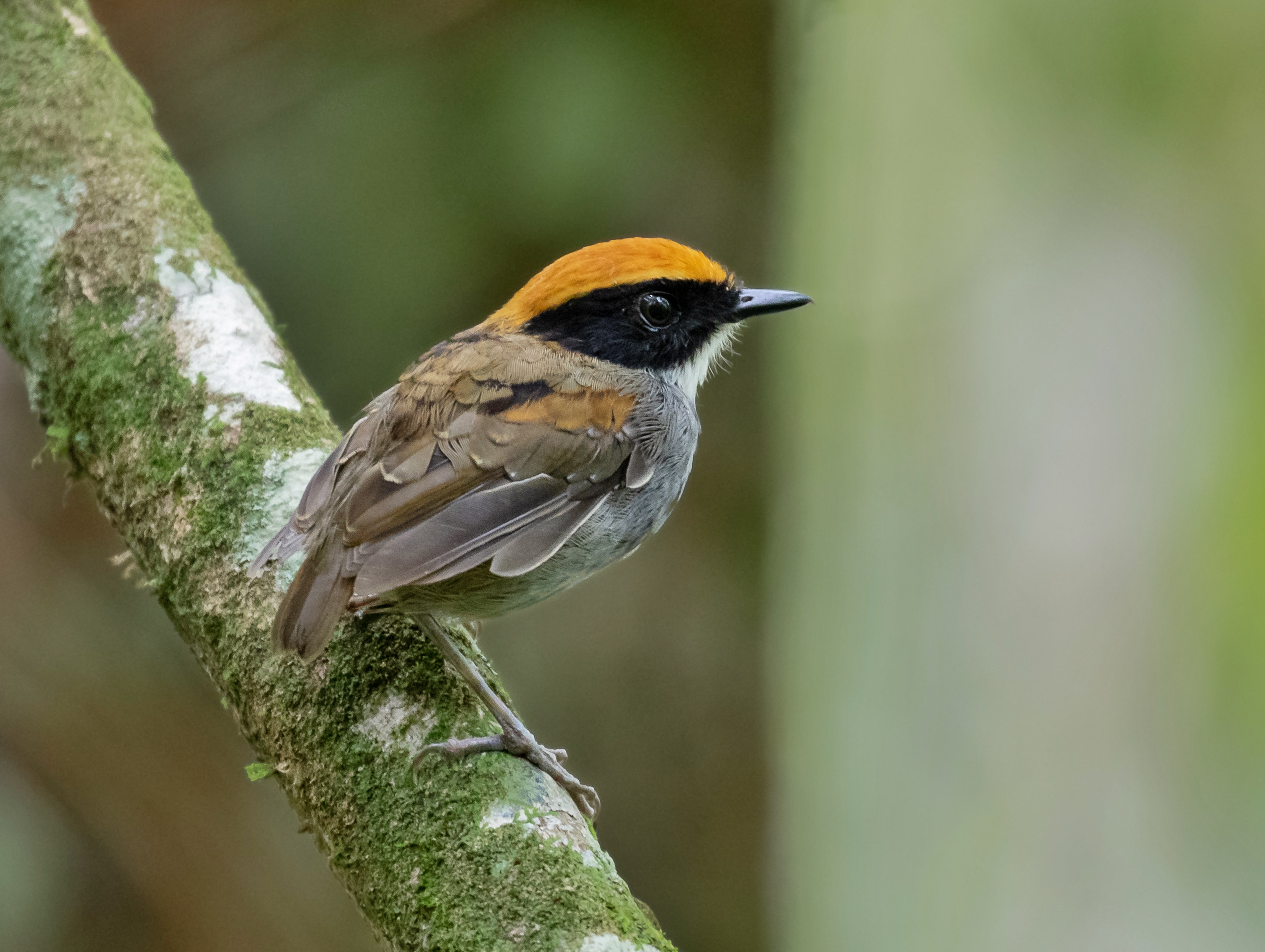
Conopophaga melanops, el menor conopofágido.

Las aves de esta familia son de silueta arredondada y postura vertical, tienen las alas cortas y arredondadas y la cola corta. Presentan dimorfismo sexual. Son terrestres, habitando en el suelo o cerca y se alimentan de insectos. 
Las especies del género Conopophaga son pequeños, miden entre 11,5 y 14,5 cm de longitud. Sus patas son relativamente largas y su pico es aplanado. Casi todos presentan penachos de plumas blancas detrás de los ojos, desplegados cuando están agitados. Exhiben varias tonalidades de pardo, rufo, oliva, blanco, gris y negro que es el color dominante. El plumaje de los machos suele ser más llamativo. No son particularmente vocales.
Las especies del género Pittasoma son bastante mayores, miden entre 16 y 18 cm de longitud, de picos largos y patas muy largas. Exhiben colores atractivos. Aunque los sexos difieren en plumaje, el dicromatismo sexual es menos pronunciado. Se presentan muy erguidos cuando están parados. Andan solitarios o en pares, saltando a lo largo rápidamente y después haciendo una pausa y quedando quietos por largos períodos. Aves asustadas pueden volar para ramas bajas. Se alimentan regularmente siguiendo hormigas legionarias, cuando pueden ser sorprendentemente atrevidos.

## Distribución
Se distribuyen desde la costa caribeña de Costa Rica hasta el sureste de Brasil, noreste de Argentina y Uruguay por el oriente y hasta el sur de Bolivia por el occidente de Sudamérica.

## Estado de conservación
Con excepción del tororoí capirrufo Pittasoma rufopileatum, que ha sido calificado como casi amenazado, todas las otras especies de la familia presentan preocupación menor según la Unión Internacional para la Conservación de la Naturaleza (IUCN), en marzo de 2018.

## Taxonomía
La presente familia fue propuesta por los zoólogos británicos Philip Lutley Sclater y Osbert Salvin en el año 1873, como subfamilia Conopophaginae, y el género tipo definido fue Conopophaga.
El género Pittasoma estaba anteriormente incluido en Formicariidae, pero el análisis de ADN mitocondrial citocrom b y NADH deshidrogenasa, subunidad proteica 2 secuencia de DNA, según Rice, (2005a,b), encontró que el género estaba hermanado con Conopophaga. La nueva clasificación se ha sustentado también en la morfología y el análisis de las vocalizaciones. La Propuesta N° 235 (parte d) al Comité de Clasificación de Sudamérica (SACC) aprobó la transferencia para Conopophagidae. Los análisis genético moleculares posteriores de Batalha-Filho et al. (2014) confirmaron la relación de hermanos entre Conopophaga y Pittasoma, y también la monofilia de cada género.

### Cladograma propuesto para el infraorden Tyrannides
De acuerdo a la clasificación propuesta por Ohlson et al (2013), así se ubica la presente familia:
|  | Melanopareiidae                        |
|  |                                        |
|  | Conopophagidae: Conopophaga, Pittasoma |
|  |                                        |
|  | Thamnophilidae                         |
|  |                                        |

| Superfamilia Furnarioidea | \| \| Grallariidae \| \| \| \| \| \| Rhinocryptidae \| \| \| \| \| \| Formicariidae \| \| \| \| \| \| Scleruridae \| \| \| \| \| \| Dendrocolaptidae \| \| \| \| \| \| Xenopidae \| \| \| \| \| \| Furnariidae \| \| \| \| |
|                           | \| \| Grallariidae \| \| \| \| \| \| Rhinocryptidae \| \| \| \| \| \| Formicariidae \| \| \| \| \| \| Scleruridae \| \| \| \| \| \| Dendrocolaptidae \| \| \| \| \| \| Xenopidae \| \| \| \| \| \| Furnariidae \| \| \| \| |
|                           | Grallariidae |
|                           | |
|                           | Rhinocryptidae |
|                           | |
|                           | Formicariidae |
|                           | |
|                           | Scleruridae |
|                           | |
|                           | Dendrocolaptidae |
|                           | |
|                           | Xenopidae |
|                           | |
|                           | Furnariidae |
|                           | |

|  | Grallariidae     |
|  |                  |
|  | Rhinocryptidae   |
|  |                  |
|  | Formicariidae    |
|  |                  |
|  | Scleruridae      |
|  |                  |
|  | Dendrocolaptidae |
|  |                  |
|  | Xenopidae        |
|  |                  |
|  | Furnariidae      |
|  |                  |

|  | Melanopareiidae                        |
|  |                                        |
|  | Conopophagidae: Conopophaga, Pittasoma |
|  |                                        |
|  | Thamnophilidae                         |
|  |                                        |

| Superfamilia Furnarioidea | \| \| Grallariidae \| \| \| \| \| \| Rhinocryptidae \| \| \| \| \| \| Formicariidae \| \| \| \| \| \| Scleruridae \| \| \| \| \| \| Dendrocolaptidae \| \| \| \| \| \| Xenopidae \| \| \| \| \| \| Furnariidae \| \| \| \| |
|                           | \| \| Grallariidae \| \| \| \| \| \| Rhinocryptidae \| \| \| \| \| \| Formicariidae \| \| \| \| \| \| Scleruridae \| \| \| \| \| \| Dendrocolaptidae \| \| \| \| \| \| Xenopidae \| \| \| \| \| \| Furnariidae \| \| \| \| |
|                           | Grallariidae |
|                           | |
|                           | Rhinocryptidae |
|                           | |
|                           | Formicariidae |
|                           | |
|                           | Scleruridae |
|                           | |
|                           | Dendrocolaptidae |
|                           | |
|                           | Xenopidae |
|                           | |
|                           | Furnariidae |
|                           | |

|  | Grallariidae     |
|  |                  |
|  | Rhinocryptidae   |
|  |                  |
|  | Formicariidae    |
|  |                  |
|  | Scleruridae      |
|  |                  |
|  | Dendrocolaptidae |
|  |                  |
|  | Xenopidae        |
|  |                  |
|  | Furnariidae      |
|  |                  |

|  | Melanopareiidae                        |
|  |                                        |
|  | Conopophagidae: Conopophaga, Pittasoma |
|  |                                        |
|  | Thamnophilidae                         |
|  |                                        |

| Superfamilia Furnarioidea | \| \| Grallariidae \| \| \| \| \| \| Rhinocryptidae \| \| \| \| \| \| Formicariidae \| \| \| \| \| \| Scleruridae \| \| \| \| \| \| Dendrocolaptidae \| \| \| \| \| \| Xenopidae \| \| \| \| \| \| Furnariidae \| \| \| \| |
|                           | \| \| Grallariidae \| \| \| \| \| \| Rhinocryptidae \| \| \| \| \| \| Formicariidae \| \| \| \| \| \| Scleruridae \| \| \| \| \| \| Dendrocolaptidae \| \| \| \| \| \| Xenopidae \| \| \| \| \| \| Furnariidae \| \| \| \| |
|                           | Grallariidae |
|                           | |
|                           | Rhinocryptidae |
|                           | |
|                           | Formicariidae |
|                           | |
|                           | Scleruridae |
|                           | |
|                           | Dendrocolaptidae |
|                           | |
|                           | Xenopidae |
|                           | |
|                           | Furnariidae |
|                           | |

|  | Grallariidae     |
|  |                  |
|  | Rhinocryptidae   |
|  |                  |
|  | Formicariidae    |
|  |                  |
|  | Scleruridae      |
|  |                  |
|  | Dendrocolaptidae |
|  |                  |
|  | Xenopidae        |
|  |                  |
|  | Furnariidae      |
|  |                  |

|  | Melanopareiidae                        |
|  |                                        |
|  | Conopophagidae: Conopophaga, Pittasoma |
|  |                                        |
|  | Thamnophilidae                         |
|  |                                        |

| Superfamilia Furnarioidea | \| \| Grallariidae \| \| \| \| \| \| Rhinocryptidae \| \| \| \| \| \| Formicariidae \| \| \| \| \| \| Scleruridae \| \| \| \| \| \| Dendrocolaptidae \| \| \| \| \| \| Xenopidae \| \| \| \| \| \| Furnariidae \| \| \| \| |
|                           | \| \| Grallariidae \| \| \| \| \| \| Rhinocryptidae \| \| \| \| \| \| Formicariidae \| \| \| \| \| \| Scleruridae \| \| \| \| \| \| Dendrocolaptidae \| \| \| \| \| \| Xenopidae \| \| \| \| \| \| Furnariidae \| \| \| \| |
|                           | Grallariidae |
|                           | |
|                           | Rhinocryptidae |
|                           | |
|                           | Formicariidae |
|                           | |
|                           | Scleruridae |
|                           | |
|                           | Dendrocolaptidae |
|                           | |
|                           | Xenopidae |
|                           | |
|                           | Furnariidae |
|                           | |

|  | Grallariidae     |
|  |                  |
|  | Rhinocryptidae   |
|  |                  |
|  | Formicariidae    |
|  |                  |
|  | Scleruridae      |
|  |                  |
|  | Dendrocolaptidae |
|  |                  |
|  | Xenopidae        |
|  |                  |
|  | Furnariidae      |
|  |                  |

## Lista sistemática de géneros y especies
Según la secuencia linear de los géneros adoptada por el Comité de Clasificación de Sudamérica (SACC), siguiendo los estudios de filogenia molecular de Batalha-Filho et al (2014) y según la clasificación del Congreso Ornitológico Internacional (IOC), la familia agrupa a los siguientes géneros y especies con el respectivo nombre popular de acuerdo con la Sociedad Española de Ornitología (SEO): u otro cuando referenciado.
| Imagen | Género                     | Especies |
| ------ | -------------------------- | --- |
|        | Conopophaga Vieillot, 1816 | - Conopophaga melanogaster - jejenero ventrinegro; - Conopophaga melanops - jejenero carinegro; - Conopophaga aurita - jejenero orejudo; - Conopophaga snethlageae - jejenero de Snethlage; - Conopophaga peruviana - jejenero peruano; - Conopophaga cearae - jejenero cearense. - Conopophaga roberti - jejenero encapuchado; - Conopophaga lineata - jejenero rojizo; - Conopophaga castaneiceps - jejenero coronicastaño; - Conopophaga ardesiaca - jejenero pizarroso. |
|        | Pittasoma Cassin, 1860     | - Pittasoma michleri - tororoí capinegro; - Pittasoma rufopileatum - tororoí capirrufo. |